# Japans huvudstad

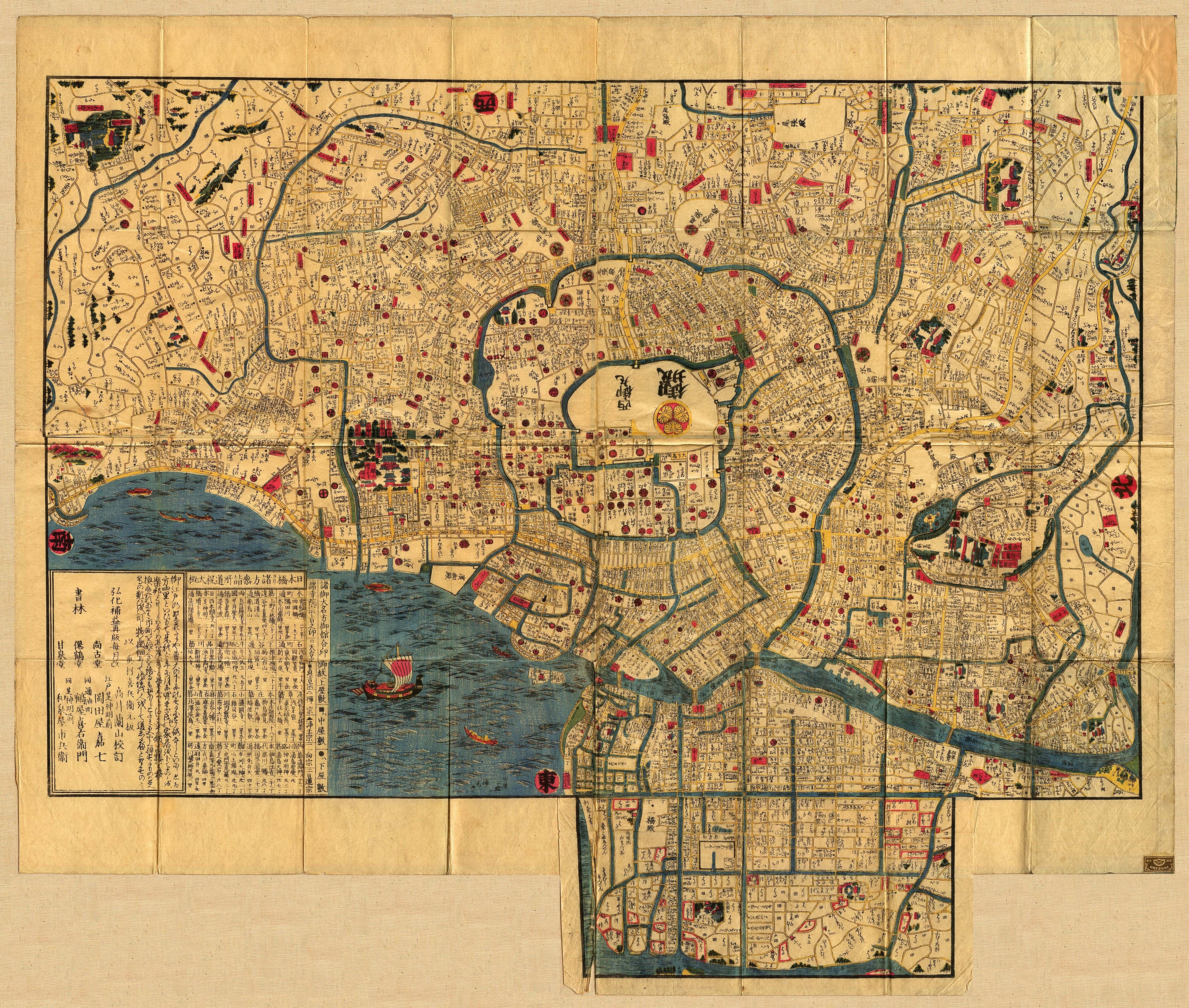
Karta över 1840-talets Edo.

Vilken stad som haft ställning som Japans huvudstad har varierat genom Japans historia. Japans de facto-huvudstad sedan Meiji-restaurationen 1868 fram till idag är Tokyo. Något juridiskt stöd för flytten från föregångaren Kyoto finns dock inte.
När Japan enades under klanen Tokugawa flyttade den politiska makten till den nya militärregimens  Edo. Den maktlösa kejsarfamiljen bodde kvar i Kyoto, som behöll sin ställning som symbolisk huvudstad. När edoperioden efterföljdes av Meiji-restaurationen bytte Edo namn till Tokyo, som ordagrant betyder "östra huvudstaden".
Listan nedan skall tas med en nypa salt. Centralstyret har periodvis varit svagt i Japan, rivaliserande militärstyren har förekommit och kejsarfamiljens status varierat. De facto-huvudstaden har ofta varit en annan än den kejserliga.

## Lista över japanska kejserliga huvudstäder
- 592–645 • Asuka-no-miya (Asuka, Nara)
- 645–655 • Naniwa-kyo (Osaka)
- 655–667 • Asuka-no-miya (Asuka, Nara)
- 667–672 • Otsu-kyo (Ōtsu, Shiga)
- 672–694 • Asuka-no-miya (Asuka, Nara)
- 694–710 • Fujiwara-kyo (Kashihara, Nara)
- 710[1]–740 • Heijo-kyo (Nara)
- 740–744 • Kuni-kyo (Kizugawa, Kyoto)
- 744 • Naniwa-kyo (Osaka)
- 745 • Shigaraki-no-miya (Shigaraki, Shiga)
- 745–784[1] • Heijo-kyo (Nara)
- 784–794 • Nagaoka-kyo (Nagaokakyo, Kyoto)
- 794–1180 • Heian-kyo (Kyoto)[2]
- 1180 • Fukuwara-kyo (Kobe, Hyōgo prefektur)[3]
- 1180–1868 • Heian-kyo (Kyoto)[2]
- 1868– • Tokyo[4]